# حلة الأحوس
قرية حلة الأحوس إحدى قرى منطقة منطقة جازان وهي قرية سكنية تابعة لبلدية محافظة صبيا جنوب غرب السعودية. تبعد 6 كم باتجاه الشرق من مدينة صبيا في طريق أسفلت.

## الموقع
تقع حلة الأحوس في السهل الممتد بين جبال السروات شرقا والشواطئ الشرقية للبحر الأحمر غربا, بجوار مدينة صبيا في الجزء الجنوبي الغربي من المملكة العربية السعودية، وتبعد بحوالي أربعين كيلومترا بالاتجاه الشمال الشرقي من مدينة جازان.

## انظر ايضاً
- صبيا
- أبو عريش

## وصلات خارجية
- بيانات المجلس البلدي من الأمانة العامة لشؤون المجالس البلدية
- حصر الخدمات بالمدن والقرى بمنطقة جازان نسخة محفوظة 25 يناير 2020 على موقع واي باك مشين.
- فرص الإستثمار السياحي بمنطقة جازان
- دليل الخدمات بمنطقة جازان